# Kawanishi H3K
Kawanishi H3K (яп. 九〇式二号飛行艇, летючий човен морський Тип 90-2) — серійний летючий човен Імперського флоту Японії 30-х років 20 століття.

## Історія створення
У 1929 році Імперський флот Японії розробив технічне завдання на побудову важкого летючого човна для охорони своїх морських кордонів, оскільки Hiro H1H та Hiro H2H не задовольняли його по дальності польоту, вантажності та захищеності. У конкурсі взяли участь арсенал флоту Хіро та компанія «Kawanishi».
«Hiro» запропонувала тримоторний човен-моноплан, який отримав назву H3H. У літаку було використано багато новинок, але машина виявилась недопрацьованою — мотори перегрівались, літак мав незадовільну курсову стійкість, важко відривався від водної поверхні.
«Kawanishi» замовила розробку британській фірмі Short Brothers, яка взяла за основу свій летючий човен Short S.8 Calcutta. Японці придбали 1 екземпляр літака та ліцензію на виробництво. Від англійського прототипу японський літак відрізнявся потужнішим двигуном Rolls-Royce Buzzard (825 к.с., 955 к.с. при зльоті) та закритою кабіною екіпажу.
Після проведення випробувань літак був прийнятий на озброєння під назвою «Летючий човен морський Тип 90-2» (або H3K).
Це був нерівнокрилий біплан, з металевим силовим набором крил та фюзеляжу. Корпус був обшитий дюралем, крила були металеві, лише елерони та хвостове оперення були обшиті полотном. Двигуни кріпились на міжкрильних стійках. Озброєння складалось з восьми 7,7-мм кулеметів (спарена установка в носовій частині, дві спарені установки над фюзеляжем та спарена хвостова установка). Літак міг нести до 1000 кг бомб (2х500 кг або 4х250 кг). Екіпаж складався з 6-9 осіб, залежно від задачі.
Всього було збудовано 5 літаків.

## Тактико-технічні характеристики

### Технічні характеристики
- Екіпаж: 6-9 осіб
- Довжина: 22,55 м
- Висота: 8,77 м
- Розмах крил: 31,05 м
- Площа крил: 214,00 м ²
- Маса пустого: 10 030 кг
- Маса спорядженого: 15 000 кг
- Двигуни: 3 х Rolls-Royce Buzzard
- Потужність: 3 х 955 к. с.

### Льотні характеристики
- Максимальна швидкість: 225 км/г
- Крейсерська швидкість: 169 км/г
- тривалість польоту: 9 год
- Практична стеля: 4 040 м

### Озброєння
- Кулеметне: 8 × 7,7 мм кулеметів
- Бомбове навантаження: до 1000 кг бомб (2х500 кг або 4х250 кг)

## Історія використання
Літаки Kawanishi H3K несли патрульну службу з охорони морських кордонів, деколи залучались до виконання транспортних задач.
8 січня 1933 року один літак H3K зазнав аварії, командир літака та двоє членів екіпажу загинули.
Kawanishi H3K несли службу до 1936 року.